# Ludwig Karl von Kalckstein
Ludwig Karl von Kalckstein (10 de marzo de 1725-12 de octubre de 1800) fue un conde y mariscal de campo prusiano.
Kalckstein nació en Berlín, hijo de Christoph Wilhelm von Kalckstein, terrateniente de Knauten, Wogau y Graventhien cerca de Mühlhausen en Prusia Oriental, y de Christophore Erna von Brandt. Se hizo oficial en el Ejército prusiano y sirvió en el regimiento del Príncipe Enrique de Prusia, lo que llevó a una estrecha relación entre Kalckstein y el Príncipe. En 1778 se retiró como mayor general de Federico II de Prusia y retornó a su mansión familiar en Prusia Oriental. Después de la muerte de Federico II fue reincorporado por Federico Guillermo II de Prusia en 1786. En 1790 recibió la Orden del Águila Negra y en 1796 fue promovido a Generalfeldmarschall. Kalckstein se convirtió en gobernador de la Fortaleza de Magdeburgo, donde murió y fue enterrado.